# مستشفى ابن الخطيب
مستشفى ابن الخطيب هو مشفى عراقي حكومي، يقع في العاصمة العراقية بغداد.

## الموقع
مستشفى ابن الخطيب في بغداد في صَوب الرصافة، في منطقة التويثة، عند منطقة التقاء نهر ديالى بنهر دجلة، وهذه المنطقة زراعية مفتوحة. كان المستشفى في الأصل يستقبل حالات الإصابة بالأمراض الانتقالية والمتوطنة مثل الحصبة والجدري والتيفوئيد والكوليرا والأنفلونزا الوبائية والتهاب الكبد الفيروسي وحمى مالطا وحمى غير مشخصة. أنشئ المستشفى عام 1962 وكان جناحاً تابعاً للقوات المسلحة خاصاً بالأمراض الانتقالية ثم انتقلت عائديته إلى وزارة الصحة.

## حريق المشفى 2021
في 24 أبريل/نيسان 2021، اندلع حريق في المشفى الذي يُعالج فيه مرضى فيروس كورونا نتيجة انفجار أحد اسطوانات الأكسجين في الطابق المخصص للإنعاش الرئوي في المشفى، مما أدى لوفاة 82 شخصًا وإصابة 110 آخرين.

## إعادة تأهيل المشفى
في 12 أيار/مايو 2021 ميلاديًّا، الموافق 30 رمضان 1442 هجريًّا، أعلنت السفارة السعودية في العراق عن تبرع الملك سلمان بن عبد العزيز آل سعود لإعادة تهيئة مستشفى ابن الخطيب، كما وجه الملك سلمان باستقبال الحالات الحرجة وتقديم الرعاية الطبية لها في مستشفيات السعودية على نفقته.